# 世良公則&ツイスト (アルバム)
世良公則&ツイスト（せらまさのり アンド ツイスト）は、1978年7月にリリースされた世良公則&ツイストのファースト･アルバムである。

## 解説
- デビュー・シングルとなった『あんたのバラード』（収録は第8回「世界歌謡祭」より）、2ndシングル『宿無し』が収録されている。
- 『燃えつきぬ』は関西テレビ20周年記念連続ドラマ『一発逆転』の主題歌として使用された。
- 1994年にはCD選書としてポニーキャニオンより再リリースされている。

## 収録曲

### SIDE A
1. 男と女(3分48秒)
  - 作詞:世良公則／作曲:世良公則
2. 愛の嵐(4分35秒)
  - 作詞:ふとがね金太／作曲:ふとがね金太
3. 「心いやして……」(4分11秒)
  - 作詞:世良公則／作曲:世良公則
4. 夜明けの恋(4分19秒)
  - 作詞:ふとがね金太／作曲:ふとがね金太
5. あんたのバラード（第8回世界歌謡祭より－）(5分40秒)
  - 作詞:世良公則／作曲:世良公則

### SIDE B
1. 酒事（さかごと）(4分52秒)
  - 作詞:世良公則／作曲:世良公則
2. 宿無し(3分45秒)
  - 作詞:世良公則／作曲:世良公則
  - シングル盤とはボーカルが異なる別テイクとなっている。
3. マギー(4分35秒)
  - 作詞:世良公則／作曲:世良公則

「宿無し」のB面曲。
4. 知らんぷり(3分55秒)
  - 作詞:世良公則／作曲:世良公則

「あんたのバラード」のB面曲。
5. 燃えつきぬ(5分08秒)
  - 作詞:世良公則／作曲:木森敏之